# هنري جون ماثيوز
هنري جون ماثيوز (بالإنجليزية: Henry John Matthews)‏ هو  نيوزيلندي، ولد في 19 سبتمبر 1859، وتوفي في 1909.